# Stankovac
Stankovac falu Horvátországban, Sziszek-Monoszló megyében. Közigazgatásilag Glinához tartozik.

## Fekvése
Sziszek városától légvonalban 24, közúton 39 km-re nyugatra, községközpontjától légvonalban 10, közúton 14 km-re északra, a Kulpa jobb partján, Gračanica Šišinečka és Gornje Jame között fekszik.

## Története
Stankovacot a topuszkai ciszterci apátság adománylevelében 1211-ben említik először „terra Stanko” alakban. Ősi település, melynek területén már a középkorban több ismert vár és erődítmény állt. Ezek korát régészeti feltárás és írásos adatok hiányában pontosan még nem lehet megállapítani, de feltételezhető, hogy van közöttük ókori eredetű. A rézkorban a lasinjai kultúra népe lakta ezt a vidéket, mely nevét északnyugatra a Kulpa partján fekvő Lasinja településről kapta. A római korban itt haladt át az Emona (Ljubljana), illetve Senia (Zengg) felől Sisciába haladó római út. Az út mentén több kisebb erődítmény, őrhely állt. A 7. században az avarok kíséretében érkezett szlávok foglalták el ezt a vidéket, majd frank uralom következett, mely a 9. század végéig tartott. A frank uralom lerázása után létrejött az önálló Horvát Királyság. II. István horvát király halála (1091) után a horvát nemesség két részre szakadt, a viszályban végül a magyar király hívei győzedelmeskedtek és 1102-ben Kálmánt horvát királlyá koronázták. Ezután Horvátországot a király nevében a horvát-szlávón hercegek, illetve a bánok kormányozták.
Stankovacot 13. század elején II. András magyar király a topuszkai cisztercita apátságnak adományozta. Stankovac Gračanica Šišinečka felé eső Linija nevű településrészén, a Gračenica-patak jobb oldalán emelkedő hegyen található Jandrovac, ahol kőfalak maradványai látszanak. Milan Kruhek szerint ezek a falak a török időknél jóval régebbiek, valószínűleg egy középkori vár romjai. Ettől délre egy másik 150 méteres magaslaton, melyet a nép Crkvinának nevez növényzettel benőtt épületmaradványok találhatók. Kruhek feltételezi, hogy a magaslat alatt a patak partján települt a középkori falu, a Crkvinán pedig a falu középkori temploma, melyet a Jandrovac helynév tanúsága szerint valószínűleg Szent András apostol tiszteletére szenteltek. A falu templomával és várával együtt 16. és 17. század török háborúiban a környék falvaival együtt teljesen elpusztult, több mint száz évig pusztaság volt a helyén.
A környék számos településéhez hasonlóan a 17. század vége felé horvátokkal népesült be. 1696-ban a szábor a bánt tette meg a Kulpa és az Una közötti határvédő erők parancsnokává, melyet hosszas huzavona után 1704-ben a bécsi udvar is elfogadott. Ezzel létrejött a Báni végvidék, horvátul Banovina (vagy Banja), mely katonai határőrvidék része lett. 1745-ben megalakult a Glina központú első báni ezred, melynek fennhatósága alá ez a vidék is tartozott. 1881-ben megszűnt a katonai közigazgatás. 1857-ben 345, 1910-ben 276 lakosa volt. 1918-ban az új szerb-horvát-szlovén állam, majd később Jugoszlávia része lett. A második világháború idején a Független Horvát Állam része volt. 1991. június 25-én az akkor kikiáltott független Horvátország része lett. A szerb erők 1991 decemberében elfoglalták és lerombolták, horvát lakosságát elűzték. Csak 1995. augusztus 8-án a Vihar hadművelettel szabadította fel a horvát hadsereg. 2011-ben 24 lakosa volt, akik földműveléssel, állattartással foglalkoztak.

## Népesség
| Lakosság változása | Lakosság változása | Lakosság változása | Lakosság változása | Lakosság változása | Lakosság változása | Lakosság változása | Lakosság változása | Lakosság változása | Lakosság változása | Lakosság változása | Lakosság változása | Lakosság változása | Lakosság változása | Lakosság változása | Lakosság változása |
| ------------------ | ------------------ | ------------------ | ------------------ | ------------------ | ------------------ | ------------------ | ------------------ | ------------------ | ------------------ | ------------------ | ------------------ | ------------------ | ------------------ | ------------------ | ------------------ |
| 1857               | 1869               | 1880               | 1890               | 1900               | 1910               | 1921               | 1931               | 1948               | 1953               | 1961               | 1971               | 1981               | 1991               | 2001               | 2011               |
| 345                | 316                | 297                | 338                | 352                | 276                | 253                | 231                | 199                | 195                | 177                | 159                | 134                | 99                 | 50                 | 24                 |

## Nevezetességei
- A határában fekvő Gradina nevű magaslaton a helyiek már régóta csontokat, cseréptöredékeket találnak. Úgy tartják, hogy a hegy tele van járatokkal, melyeknek több bejárata is van. A helyet Törökvárnak azaz "Turski grad"nak nevezik, de valószínűleg annál sokkal régebbi. Korát és eredetét régészeti feltárással lehetne tisztázni.
- Gračanica Šišinečka felé eső Linija nevű településrészén, a Gračenica-patak jobb oldalán emelkedő hegyen található Jandrovac, ahol kőfalak maradványai látszanak. Milan Kruherk szerint ezek a falak a török időknél jóval régebbiek. Ettől délre egy másik 150 méteres magaslaton, melyet a nép Crkvinának nevez növényzettel benőtt épületmaradványok találhatók.
- A Španov gradnak nevezett helyen ma is láthatók a feltehetően kora középkori földsáncok maradványai.
- A Gračanica Šišinečka és Stankovac között fekvő Baničevac várának maradványai máig feltáratlanok.
- Régi gőzmalom épülete.